# 구성 방정식
구성방정식(構成方程式, Constitutive equation)은 물리학이나 공학 등에서 '변형 가능한 물체에 외부 힘이 작용하였을 때 발생된 내부 저항력과 변형도 간의 관계식'을 말한다.

## 압력
물체의 변형과 관련해서 압력에대한 구성방정식
{\displaystyle p={{F} \over {A}}}

## 유체에 대한 구성 방정식
점성을 가진 뉴튼 유체
{\displaystyle \tau =\mu {\frac {\partial u}{\partial y}}}

## 같이 보기
- 합성방정식